# Óscar Acevedo Vega
Óscar Acevedo Vega (Curicó, 10 de septiembre de 1899-Santiago, 20 de marzo de 1973) fue un abogado, juez, académico y político chileno, que se desempeñó como ministro de Estado de su país, durante el segundo gobierno del presidente Carlos Ibáñez del Campo.

## Familia y estudios
Nació en la ciudad chilena de Curicó el 10 de septiembre de 1899, hijo de Herminia Vega Torrejón y Juan Bautista Acevedo Guajardo, farmacéutico, militar —participando como tal en la guerra del Pacífico, conflicto que abarcó desde 1879 hasta 1884— y político —quien fuera regidor y, luego, alcalde de Curicó durante veinticuatro años, en representación del Partido Liberal (PL)—. Realizó sus estudios primarios y secundarios en el Internado Nacional Barros Arana. Continuó los superiores en la Facultad de Derecho de la Universidad de Chile; juró como abogado ante la Corte Suprema el 13 de noviembre de 1922.
Se casó con la investigadora Marta Uribe Mandujano, quien participó en el estudio médico Contribución al estudio de las enfermedades sociales.

## Vida pública
Se dedicó a ejercer su profesión en varios juzgados a lo largo del país. Actuó como oficial de pluma del Juzgado Especial de Apelaciones, desde el 1 de septiembre de 1909 hasta el 30 de junio de 1912; secretario del Juzgado de Tocopilla, desde el 17 de diciembre de 1925; juez propietario de Villarrica, desde el 1 de septiembre de 1926; juez de La Ligua, desde el 1 de junio de 1927; secretario de la Corte de Apelaciones de Iquique, desde el 1 de noviembre de 1930 y relator de la misma, desde el 1 de marzo de 1932; juez del 1.° Juzgado de Temuco, desde el 1 de mayo de 1935; juez del 1.° Juzgado de Talca, desde el 1 de abril de 1937; y juez del 1.º Juzgado Civil de Santiago desde el 1 de octubre de 1939. Posteriormente, el 1 de abril de 1946, obtendría su máximo cargo al interior del Poder Judicial chileno, al ser designado como ministro de la Corte de Apelaciones de Santiago.
Por otra parte, se desempeñó en el sector académico como profesor en el Liceo de Hombres de Iquique, ejerciendo por espacio de tres años; profesor del Liceo n° 6 de Hombres de Santiago; y profesor del Instituto Técnico Pedagógico de la Universidad Técnica del Estado (UTE), este último desde 1954.
En el ámbito político, en el marco del segundo gobierno del presidente Carlos Ibáñez del Campo, el 24 de julio de 1958 fue nombrado como titular del Ministerio de Tierras y Colonización. Simultáneamente, el 14 de octubre, fue designado como ministro de Justicia, ejerciendo ambos puestos hasta el 3 de noviembre de ese mismo año, fecha en que finalizó dicha administración.
Falleció el 20 de marzo de 1973, a los 73 años.